# Mitterfischen
Mitterfischen ist eine ehemalige Hofmark und heute ein Gemeindeteil der Gemeinde Pähl im Landkreis Weilheim-Schongau (Oberbayern, Bayern).

## Geschichte
Die ältesten Besiedlungsspuren sind mehrere frühmittelalterliche Reihengräber in Aidenried sowie Reste eines mittelalterlichen Turmhügels in Mitterfischen. Bis 1307 gehörten die Besitztümer in Mitterfischen und Aidenried (auch: Noderried oder Hinterfischen genannt) den Herren von Fischen. Danach ging der Besitz an die Familie Perchtinger über. 1357 wechselte Mitterfischen erneut den Besitz und gehörte von nun an den Pienzenauers von Wildenholzen. Bis zum Aussterben des Geschlechts im Jahr 1801 blieb Mittenfischen im Besitz der Pienzenauers.
Mitte des 18. Jahrhunderts umfasste die Hofmarkt sechs Anwesen in Mitterfischen und sechs weitere in Aidenried.
Mitterfischen gehörte zur Gemeinde Fischen am Ammersee, die am 1. Mai 1978 nach Pähl eingemeindet wurde.

## Sehenswürdigkeiten
- Katholische Filialkirche St. Pankratius, im Kern spätgotisch, um 1680–1690 barockisiert und 1992/93 erweitert. Schöne Kirchenumfriedung mit einem Spitzbogentor aus dem 16. bis 17. Jahrhundert.
- In Aidenried befindet sich ein großes freskiertes Bauernhaus mit zugehörigem Backhaus aus dem Jahr 1729.